# 신지정
신지정(宍道町)은 시마네현 북동에 있던 정이며 야쓰카군에 속했다.
현재는 합병으로 마쓰에시 신지정에 해당한다.

## 역사
- 1889년 4월 1일 - 정촌제 시행과 함께 합병전의 정역인 오우군 신지촌이 성립하였다.
- 1896년 4월 1일 - 관할권이 야쓰카군으로 변경되었다.
- 1927년 11월 1일 - 정으로 승격해 신지정이 되었다.
- 1955년 4월 3일 - 기마치촌과 합병해 새로운 신지정이 성립하였다.
- 2005년 3월 31일 - 마쓰에시, 가시마정, 미호노세키정, 야쿠모촌, 다마유정, 시마네정, 야쓰카정과 합병해 새로운 마쓰에시가 성립하였다. 동일 신지정은 폐지되었다.

## 교통

### 철도
- 서일본 여객철도
  - 산인 본선
  - 기스키 선

### 도로
- 국도 9호선
- 국도 54호선